# أنجيلا ووكر فرانكلين
أنجيلا ل. ووكر فرانكلين (بالإنجليزية: Angela L. Walker Franklin)‏ هي أكاديمية أمريكية والرئيس الحالي لجامعة دي موين في ولاية آيوا، وهي في منصبها منذ عام 2011. لديها إلمام في علم النفس السريري.

## سيرة ذاتية
فرانكلين في الأصل من ماكورميك بولاية ساوث كارولينا. أكملت درجة البكالوريوس في علم النفس في جامعة فورمان ثم دكتوراه في علم النفس السريري في جامعة إيموري، تلاه تدريب في مستشفى جرادي ميموريال، أتلانتا. في عام 1986، انضمت فرانكلين إلى كلية مورهاوس للطب في أتلانتا كأستاذ مساعد في الطب النفسي. أصبحت في النهاية نائبة رئيس المدرسة للشؤون الأكاديمية. في عام 2007، انضمت فرانكلين إلى كلية ميهاري الطبية، تينيسي، كنائب رئيس ونائب رئيس تنفيذي. عملت لفترة وجيزة كرئيسة بالنيابة في عام 2009. في عام 2011، تم تعيين فرانكلين رئيسًا لجامعة دي موين، وهي أول امرأة وأول أميركية من أصل أفريقي تشغل هذا المنصب. نشرت مذكرات بعنوان «رحلة غير تقليدية... خيار غير محتمل» في عام 2014.